# Leonhard Anselm Eichberger
Leonhard Anselm Eichberger (ur. 22 stycznia 1915, zm. 29 maja 1946 w Landsberg am Lech) – zbrodniarz hitlerowski, oficer raportowy w obozie koncentracyjnym Dachau i SS-Hauptscharführer
Członek personelu Dachau od 15 stycznia 1943 do 27 kwietnia 1945 roku. Pełnił funkcję oficera raportowego (Rapportführera), odpowiedzialnego za apele więźniów. Jednym z jego głównych zadań była organizacja egzekucji więźniów i jeńców radzieckich, które miały miejsce na obszarze Dachau. Osobiście brał udział w rozstrzeliwaniach. Oprócz tego Eichberger brał wielokrotnie udział w przesłuchiwaniach więźniów, które miały miejsce w komendanturze obozu.
Skazany w procesie załogi Dachau przez amerykański Trybunał Wojskowy na karę śmierci i powieszony w więzieniu Landsberg pod koniec maja 1946 roku.